# Digital8

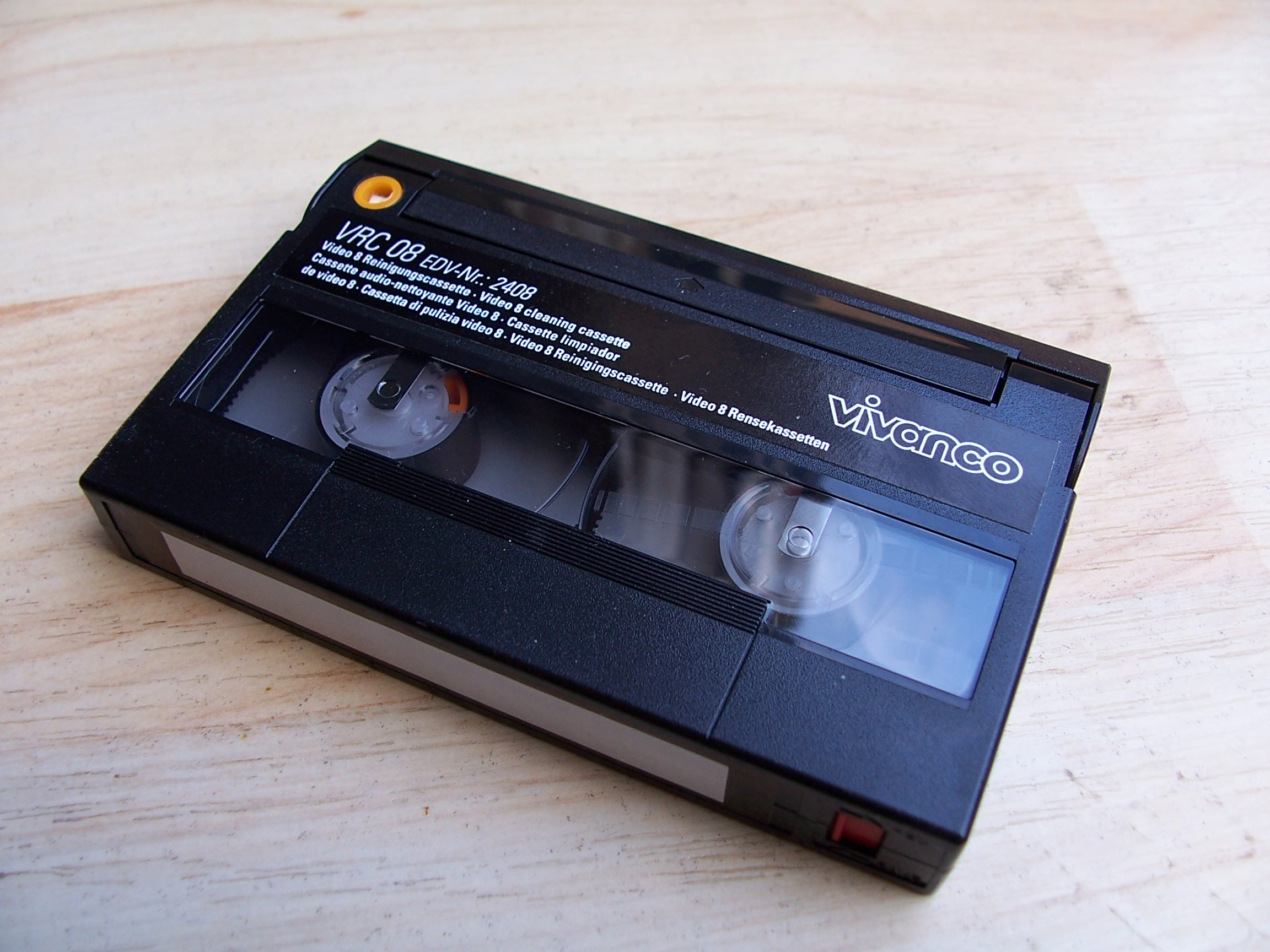
Cinta de vídeo 8, para el formato digital 8.

Digital8 es una formato de video para consumidor de Sony. Su particularidad es que se basa totalmente en el estándar DV, pero graba la señal sobre una cinta de Video8 de 8 mm de ancho. Las cámaras Digital8 leen y graban en cintas 8mm, Hi8 o Digital8, logrando los mejores resultados en las 2 últimas. Las cintas Hi8 de 120 minutos sólo duran 60 en D8.
Este tipo de cinta fue introducido por Sony en 1999 junto a una gama de cámaras Digital8 que también tenían la posibilidad de grabar con una tarjeta de memoria para sustituir la cintas analógicas Video8.
Las cámaras Digital8 pueden grabar tanto en cintas D8 como en cintas Hi8, grabando solamente la mitad de tiempo en estas últimas ya que la cantidad de datos que se almacenan es mayor.
Las cintas D8 así como las videocámaras Digital8 están siendo sustituidas hoy en día por formatos más pequeños como DVC y MiniDV, y a su vez, éstas están siendo sustituidas por cámaras digitales de alta definición, ya que éstas pueden almacenar sobre una tarjeta de memoria y no sobre una cinta.
Sin embargo, las cámaras Digital8 y Hi8, así como sus respectivas cintas, siguen siendo muy utilizadas hoy en día debido a su reducido tamaño, y gran calidad de audio y video, a diferencia del VHS, Betamax y su propio predecesor Video8 (8mm).